# Peskar
Peskar je priimek več znanih Slovencev:
- Alojz Peskar (*1915), tovarniški delavec, partizan in politik
- Matjaž Peskar (*1963), politik
- Robert Peskar (*1965), umetnostni zgodovinar, konservator in pedagog